# Viasa
Viasa (acronyme pour Venezolana Internacional de Aviacion, Sociedad Anonima) était une compagnie aérienne vénézuélienne.
Fondée en 1960 par le gouvernement du Venezuela, elle a été une des plus grandes compagnies latino-américaines entre 1961 et 1997. Elle était particulièrement réputée pour la qualité de son service à bord et desservait de nombreuses capitales européennes depuis Caracas, notamment Paris, Rome, Londres, Francfort, Madrid et Amsterdam.
La compagnie a été privatisée en 1991 sous la présidence de Carlos Andrés Pérez, sur recommandation du Fonds monétaire international.
Elle a cessé toute activité en 1997 après avoir été rachetée par la compagnie espagnole Iberia.